# Roridomyces austrororidus
Roridomyces austrororidus är en svampart som först beskrevs av Rolf Singer, och fick sitt nu gällande namn av Rexer 1994. Roridomyces austrororidus ingår i släktet Roridomyces och familjen Mycenaceae.   Inga underarter finns listade i Catalogue of Life.

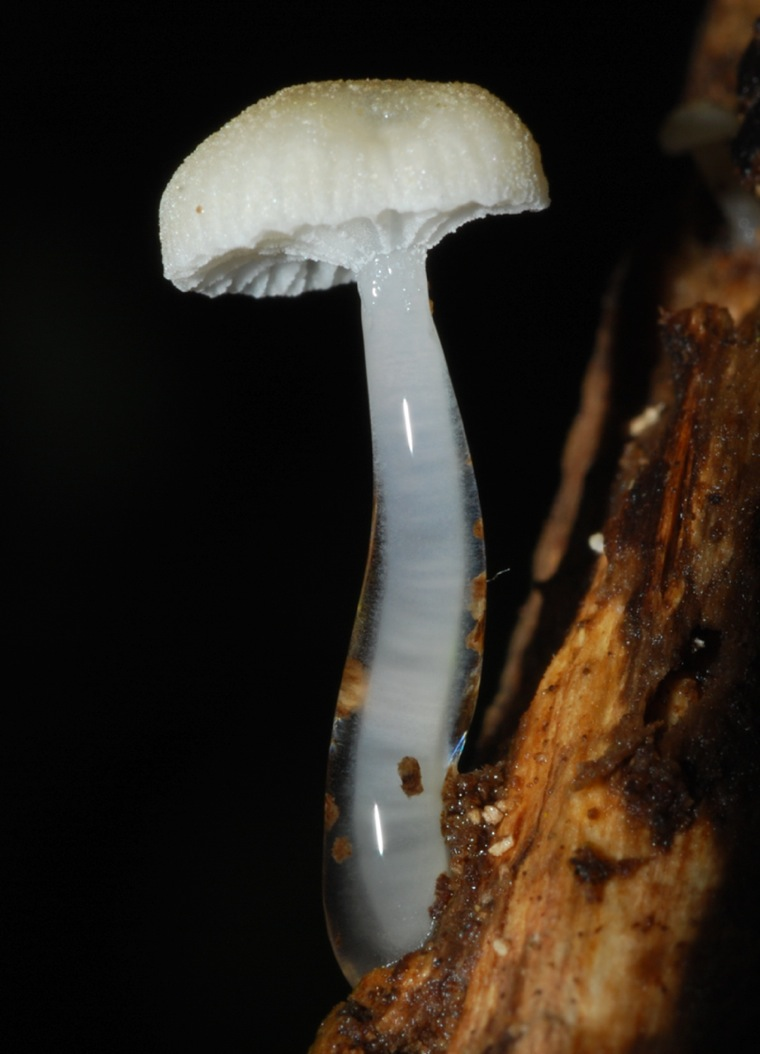
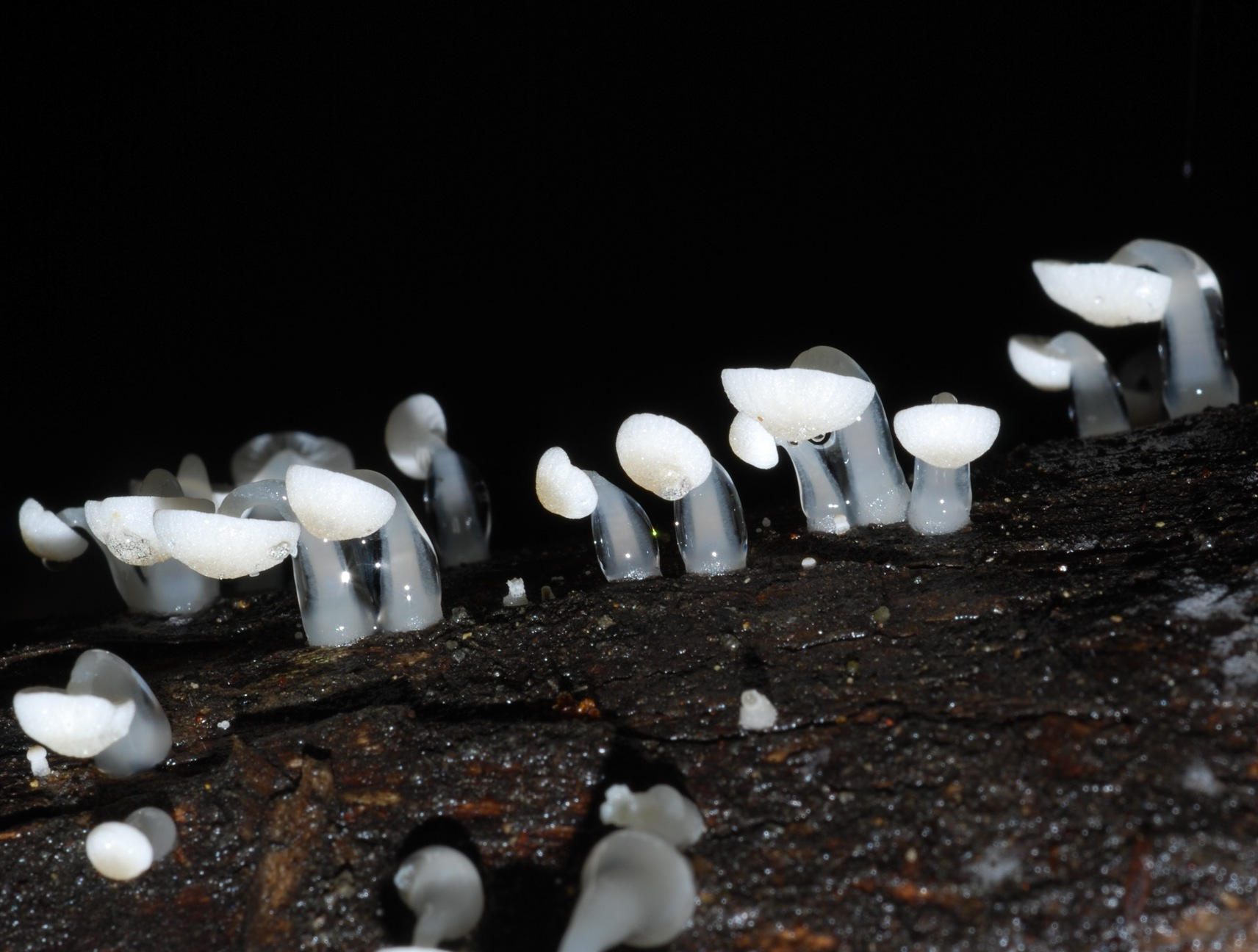
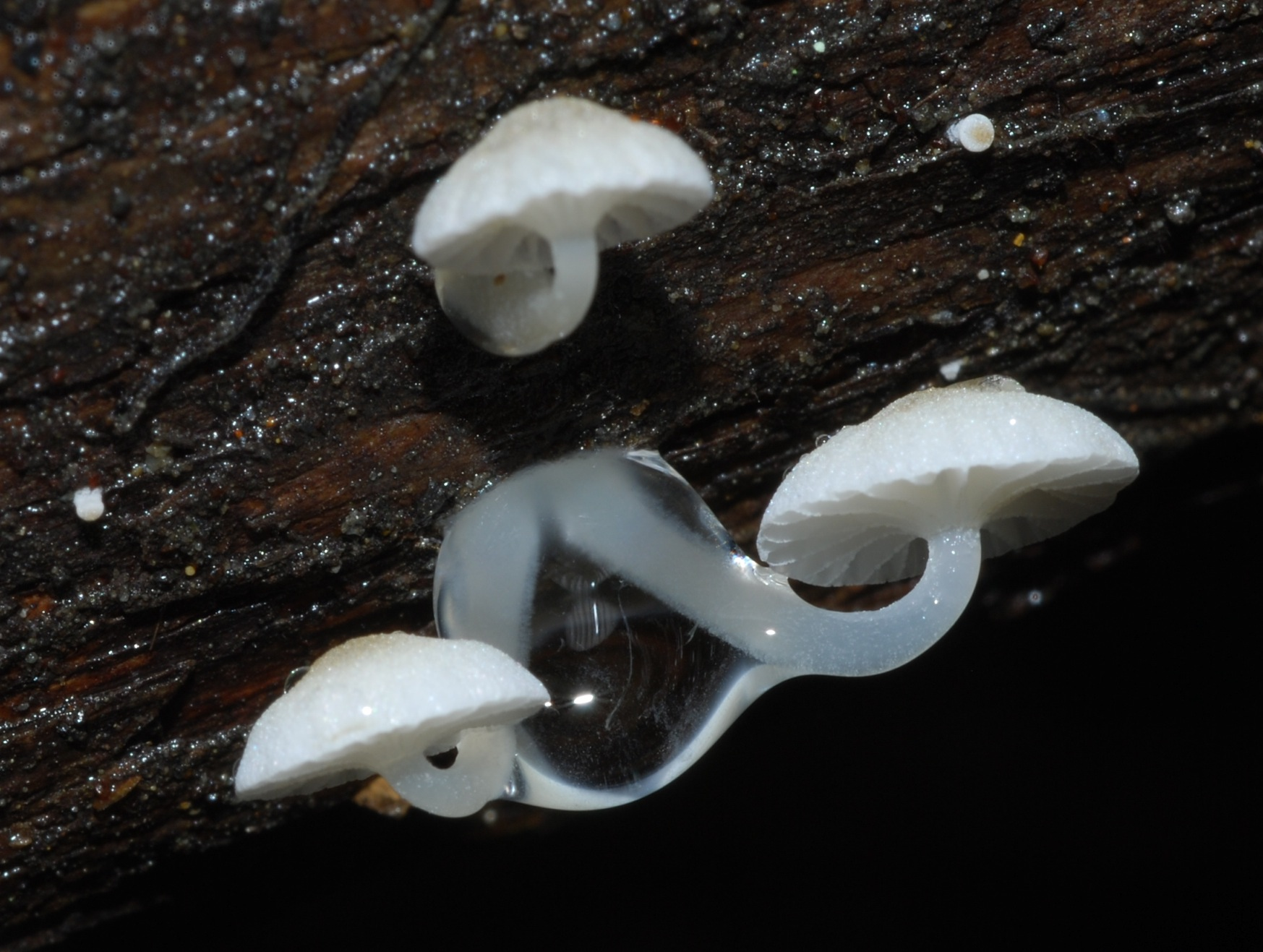
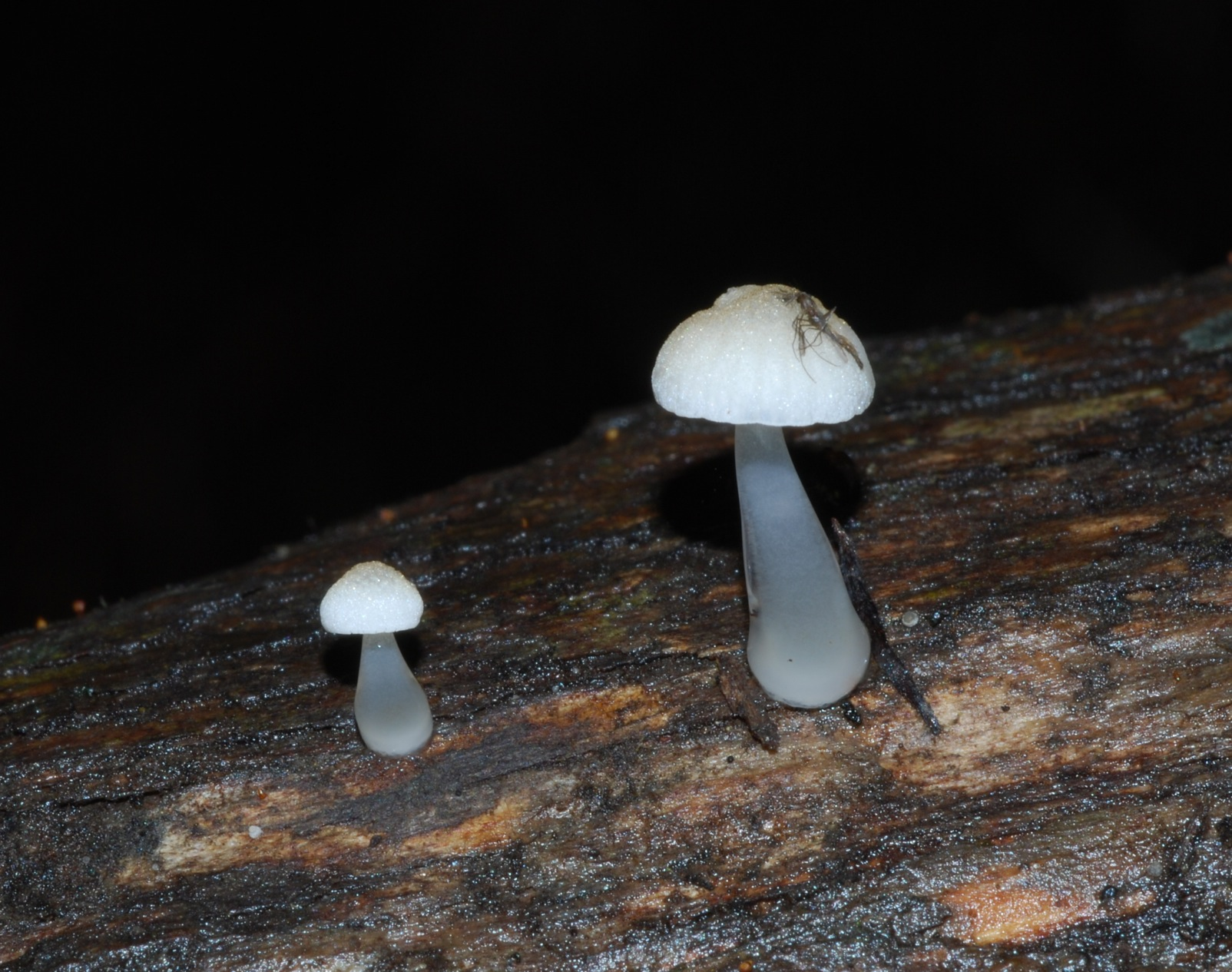
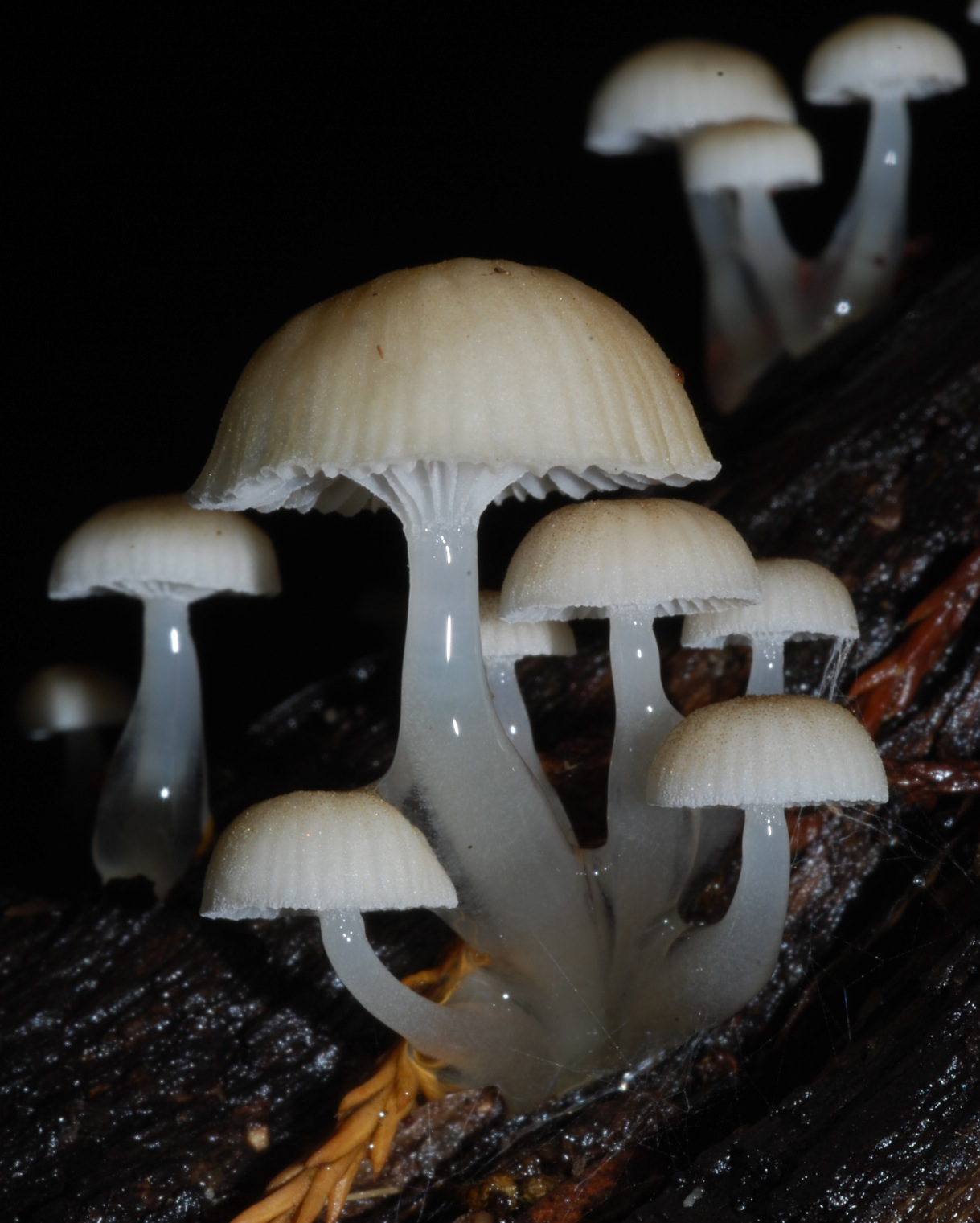
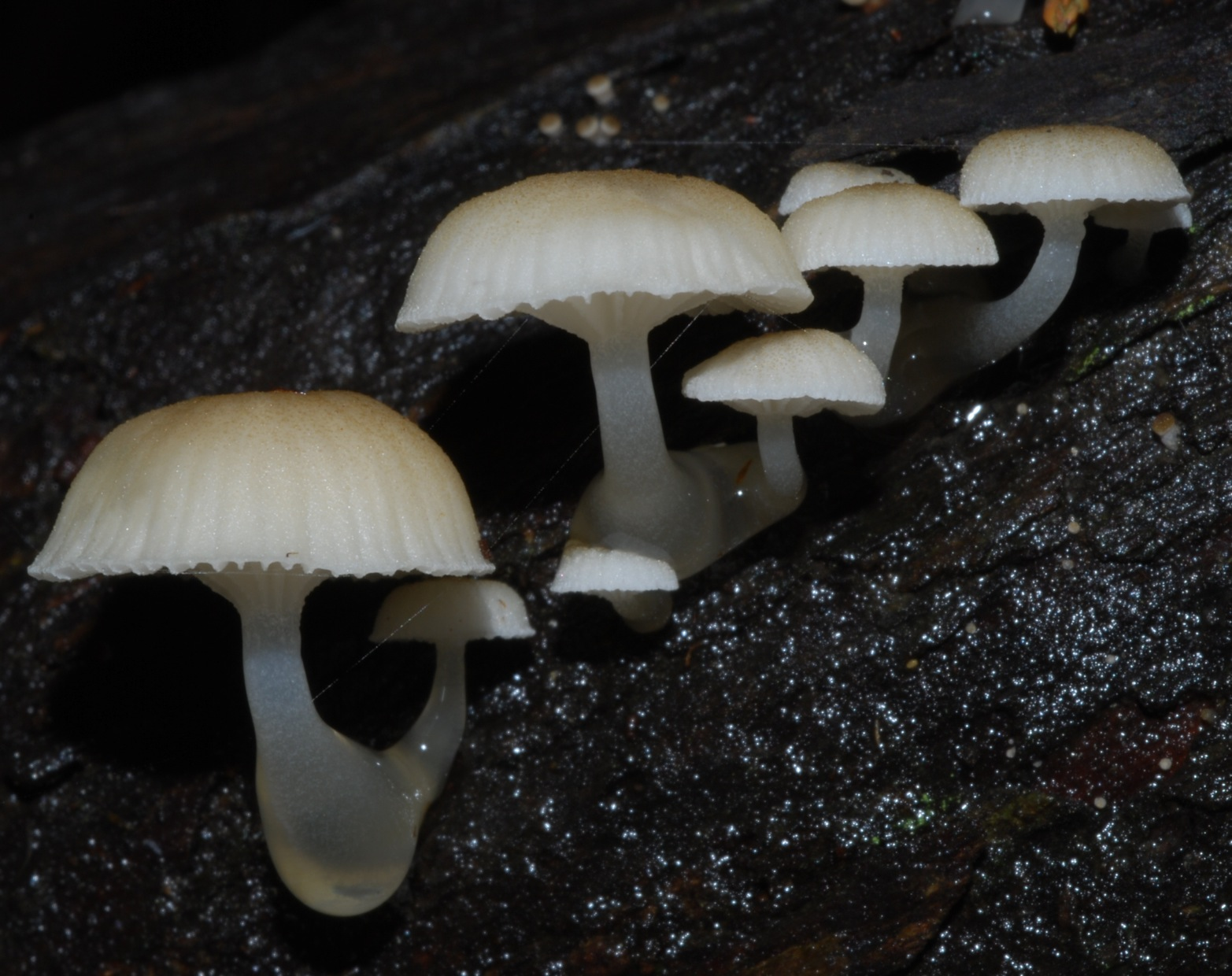
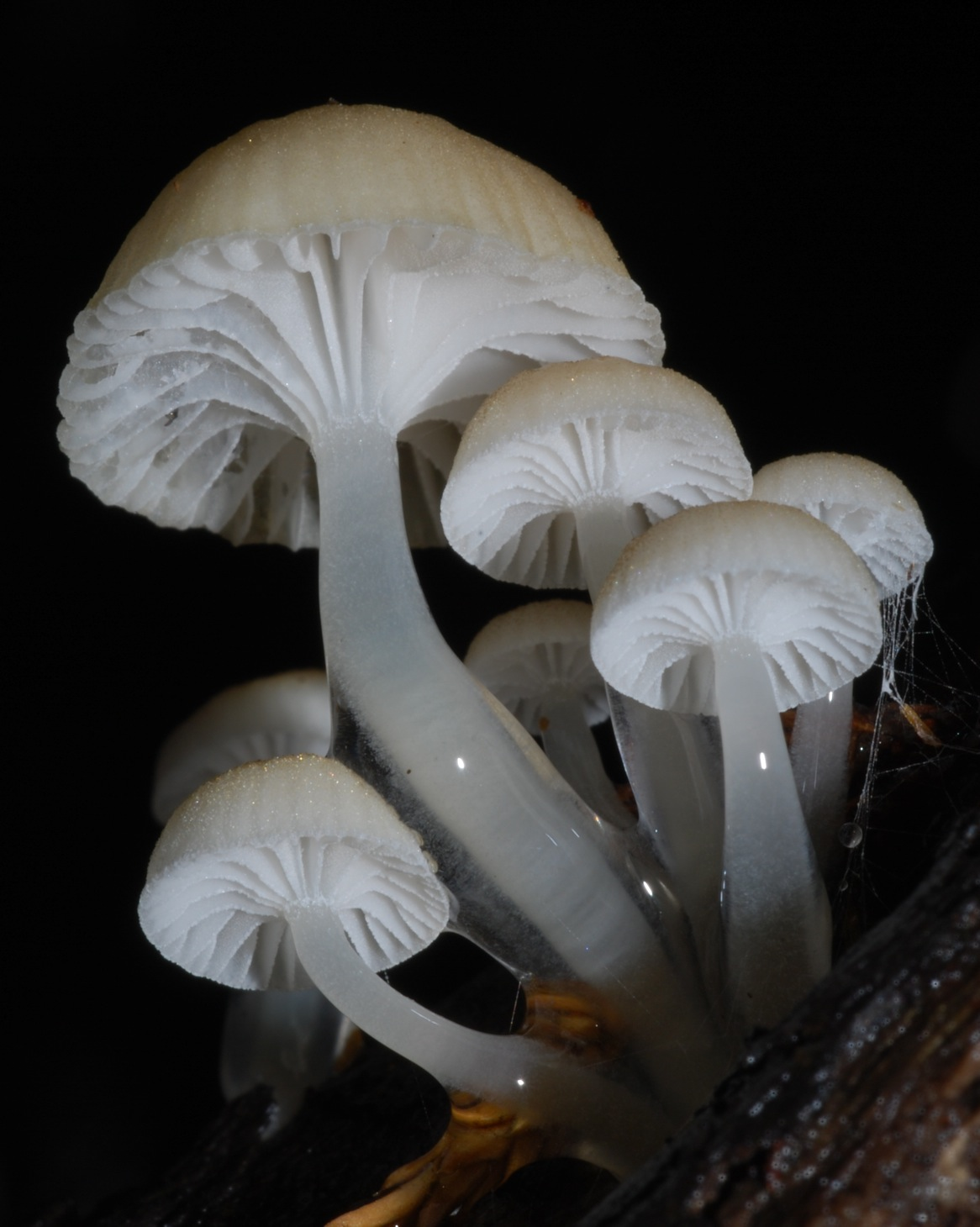